# دویسی
دویسی (به لاتین: Duisi) یک روستا در گرجستان است که در شهر اخمتا واقع شده‌است. دویسی ۲٬۳۵۴ نفر جمعیت دارد و ۶۴۰ متر بالاتر از سطح دریا واقع شده‌است.